# Nikhil Srivastava
Nikhil Srivastava é um matemático indiano, professor assistente da Universidade da Califórnia em Berkeley desde 2015. Recebeu o Prêmio George Pólya de 2014, juntamente com Adam Marcus e Daniel Spielman

## Formação e carreira
Nikhil Srivastava frequentou o Union College em Schenectady, estado de Nova Iorque, com m bacharelado em matemática e ciência da computação em 2005. Obteve um PhD em ciência da computação na Universidade Yale em 2010, com a tese Spectral Sparsification and Restricted Invertibility.

## Prêmios e honrarias
Em 2013 forneceu, com Adam Marcus e Daniel Spielman, uma solução positiva do problema Kadison–Singer, um resultado que foi reconhecido com o Prêmio George Pólya de 2014.
Foi palestrante convidado do Congresso Internacional de Matemáticos em Seul (2014, com Adam Marcus e Daniel Spielman: Ramanujan Graphs and the Solution of the Kadison-Singer Problem).